# 德瑞克·約翰·德索拉·普萊斯

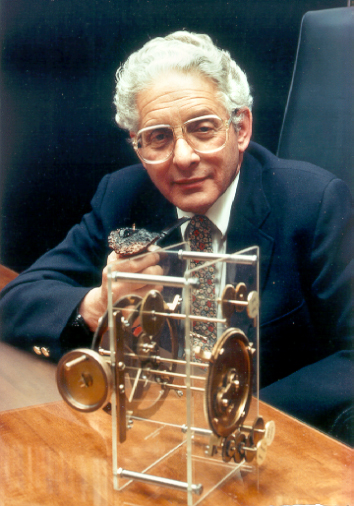
德瑞克·約翰·德索拉·普萊斯和他重建的安提基特拉機械模型

德瑞克·約翰·德索拉·普萊斯（Derek John de Solla Price，1922年1月22日—1983年9月3日）是一位英國物理學家、科學史家、資訊學家，被認為是科學計量學之父。

## 生平
普萊斯出生於英格蘭萊頓。父親菲利浦·普萊斯是裁縫，母親芬妮·德索拉是一位歌手。他在1938年時在西南艾塞克斯技術學院擔任物理實驗室助理，後來進入倫敦大學學習物理和數學，於1942年獲得倫敦大學的物理和數學學士學位。之後在1946年獲得倫敦大學的實驗物理學博士學位。
普萊斯曾在新加坡萊佛士學院（1948年該學院成為新加坡國立大學的一部分）教授應用數學。在那時他組織了對於科學快速成長的理論，當他注意到自然科學會報在1665年到1850年的成長時，一個想法在他腦中成形；當萊佛士學院的圖書館完成後，他完成了其理論。
在新加坡任教三年後他回到英國，並進入劍橋大學攻讀他的科學史博士學位，這是他的第二個博士學位。在他攻讀科學史博士學位期間意外發現了一個用中古英語書寫的手稿 Equatorie of the Planetis，他認為該手稿的作者是杰弗里·乔叟。
大約1950年時普萊斯接受了他母親的塞法迪犹太人名字 "de Solla" 做為中间名。根據他的兒子馬克所說，普萊斯本身是英國無神論者，即使是來自一個有名的塞法迪犹太人家庭。雖然普萊斯的丹麥妻子艾蓮曾受洗為信義宗信徒，但普萊斯不是。但馬克認為兩人的婚姻是「混合的」，因為兩人都是無神論者。
普萊斯獲得第二個博士學位以後，移民美國擔任史密森尼学会的顧問，並任職於位於新泽西州普林斯顿的普林斯顿高等研究院。之後他在耶魯大學任職直到去世。他在耶魯大學曾擔任科學史的阿瓦隆講座教授，以及領域是科學史、技術史和醫學史的新科系系主任。
他去世後，1984年時美國資訊科學與技術學會（American Society for Information Science and Technology）追授他研究獎表彰他對資訊學的貢獻。

## 科學貢獻
普萊斯的研究貢獻如下：
- 研究科學快速發展的原因，以及科學文獻的半減期；並提出了普萊斯定律，其命名有 25% 是科學文獻作家，75% 是出版的論文（Price 1963）
- 科學論文之間引用網路的定量研究（Price 1965），包含他發現了論文的引用網路是以冪定律分布，成為首個无尺度网络的論文發表例子
- 論文引用網路增長的數學理論，其基於現在所稱的優先連接過程（Price 1976）[2]
- 研究古希臘的天文類比計算機安提基特拉機械（Price 1959, 1974）

## 著名著作
- "An ancient Greek computer", in Scientific American 200 (6):60-67 (1959).
- Science since Babylon, New Haven: Yale University Press (1961)
- "Mechanical Waterclocks of the 14th Century in Fez, Morocco", in Proceedings of the Tenth International Congress of the History of Science (Ithaca, N.Y, 1962), Paris: Hermann, pp. 599-602 (1962)
- Little Science, Big Science, New York: Columbia University Press (1963)
- "Networks of Scientific Papers" （页面存档备份，存于）, in Science 149 (3683):510-515 (1965).
- "Nations can Publish or Perish", in International Science and Technology 70 84-90 (1967)
- "Citation Measures of Hard Science, Soft Science, Technology, and Nonscience", in Nelson, C. E. & Pollock, D.K. (eds.), Communication among Scientists and Engineers, Lexington, MA: D.C. Heath and Company, pp. 3-22 (1970).
- "Gears from the Greeks: The Antikythera Mechanism – A Calendar Computer from ca. 80 B.C.", in Transactions of the American Philosophical Society (New Series) 64 (7):1-70 (1974). Also published as a book with the same title by Science History Publications, New York, (1975).
- "A general theory of bibliometric and other cumulative advantage processes" （页面存档备份，存于）, in Journal of the American Society for Information Science 27:292-306 (1976)(Winner of 1976 JASIS paper award.)